# Лаго-Пеньюэлес
Лаго-Пеньюэлес — национальный заповедник Чили. Вместе с национальным парком Ла-Кампана входит во всемирную сеть биосферных резерватов под названием Ла-Кампана — Пеньюэлес.

## Физико-географическая характеристика
Национальный заповедник призван охранять территорию вокруг водохранилища Пеньюэлес и само водохранилище.
Водохранилище Пеньюэлес снабжает водой города Вальпараисо и Винья-дель-Мар.

## Флора и фауна
Для территории заповедника характерны прибрежные склерофиты Retanilla trinervia и Colligauaja odorifera, Acacia caven и Maytenus boaria, леса Eucalyptus globulus и Pinus radiata.
По данным Birdlife International на территории заповедника можно встретить следующие виды птиц: (Nothoprocta perdicaria), (Pteroptochos megapodius), (Ochetorhynchus melanura), (Pseudasthenes humicola), (Mimus thenca).

## Взаимодействие с человеком
Национальный заповедник создан в 1952 году, управляющей организацией является CONAF — национальная лесная корпорация. В 1984 году был создан биосферный резерват Ла-Кампана — Пеньюэлес.